# Леополдо Луке
Леополдо Луке (на испански: Leopoldo Luque) е аржентински футболист (нападател) и треньор по футбол.

## Кариера
В ранна възраст започва да се занимава с футбол в различни провинциални клубове. Луке прави професионалния си дебют през 1972 г. като част от Росарио Сентрал, с който 2 пъти става национален шампион. Впоследствие играе за Ривър Плейт, с който печели титлата още 3 пъти.
През 1978 г. става един от лидерите на националния отбор на Аржентина, победител в световното първенство. В първите 2 мача, отбелязва по 1 гол, срещу Унгария и Франция, но в мача срещу французите, той се контузва и не играе в следващите 2 мача, а в третия, когато аржентинците се изправят срещу Италия, в автомобилна катастрофа загива брата на Леополдо Луке. Той се връща на терена във втората групова фаза на мача срещу Бразилия. В решаващия мач за класиране на финала вкарва два гола срещу националния отбор на Перу (6:0). Той също така играе целия финал срещу Холандия, включително допълнително време.
Работи като министър на спорта в провинция Мендоса.

## Отличия

### Отборни
Ривър Плейт
- Примера дивисион: 1975 (М), 1977 (Н), 1979 (М), 1979 (Н), 1980 (Н)

### Международни
Аржентина
- Световно първенство по футбол: 1978